# Rambutan
El rambutan (Nephelium lappaceum) és un arbre tropical de mida mitjana deins la família Sapindaceae, i el fruit comestible d'aquest arbre que és ovalat i vermell brillant, la polpa del qual és agradable però àcida, i està recobert amb punxes llargues i flonges. És natiu de Malàisia, Indonèsia, Filipines, Sri Lanka i sud-est d'Àsia. Està estretament relacionat amb altres fruits tropicals incloent el litxi, Longan, i Mamoncillo. Es creu que és natiu de l'arxipèlag malai, d'on s'hauria estès. El nom rambutan deriva del malai rambut, que literalment significa pilós per la pilositat que cobreix el fruit; el rambutà.
Hi ha una segona espècie de rambutà en el comerç que es coneix com a rambutà silvestre. És més petit i de color groc.

## Descripció
Arbre perennifoli que arriba a fer de 12 a 20 m. Les fulles són alternades de 10–30 cm de llarg, pinnades amb 3-11 folíols. Les flors són petites de 2.5–5 mm, apètales, discoidals, i en panícula terminal de 15–30 cm d'ample.
Els arbres són dioics uns peus són mascles i uns altres peus femelles que són els que porten el fruit.

## Producció

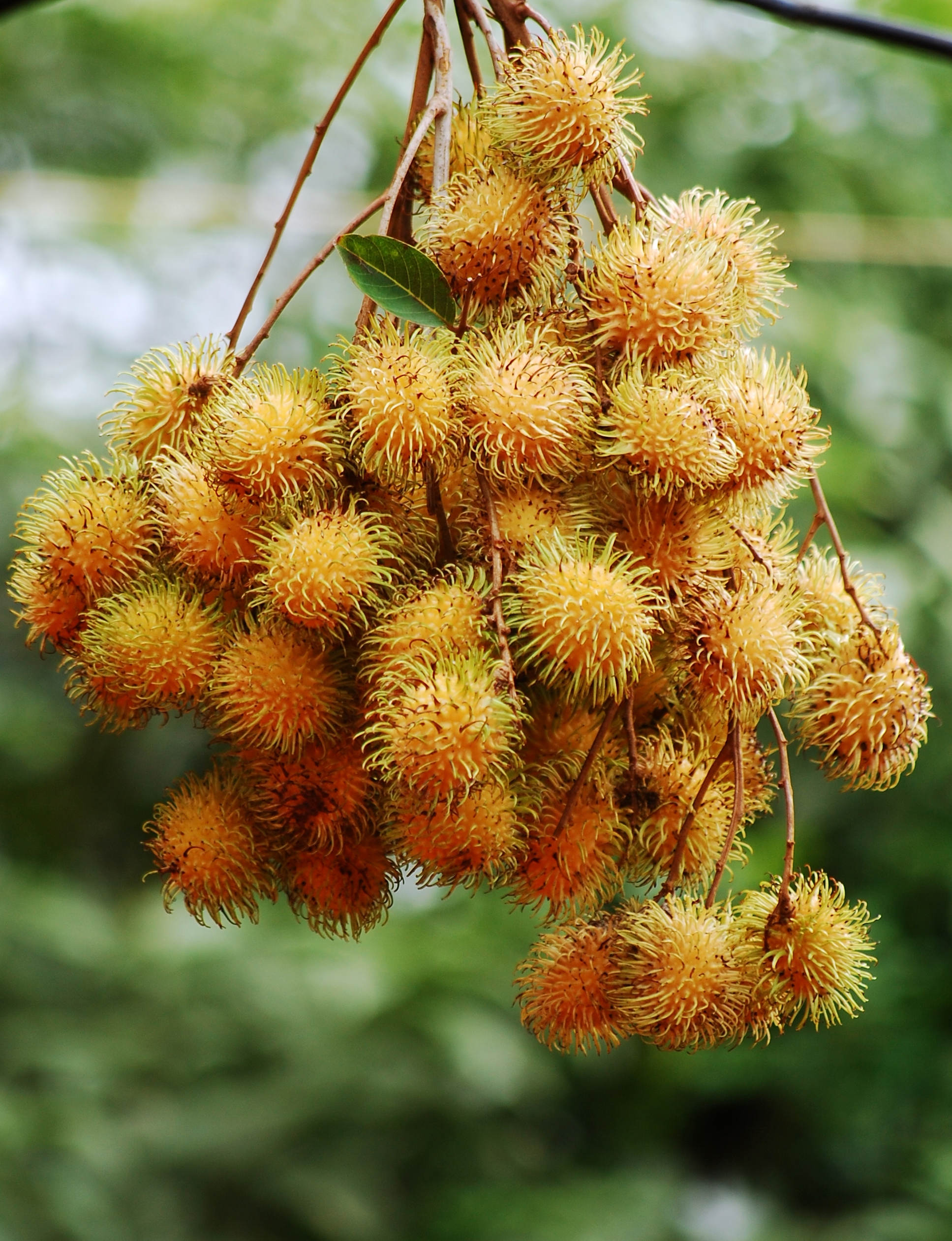
Rambutans

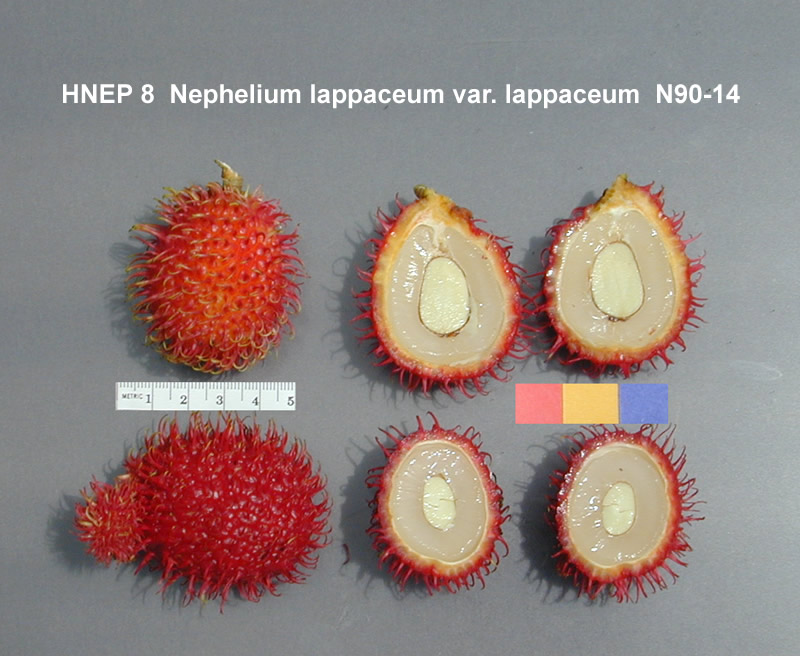
Rambutan obert

Es cultiva a tota la zona tropical incloent Àfrica, Cambodja, el Carib, Amèrica central, Índia, Hawaii, etc.
El fruit normalment es ven fresc o en llaunes.

## Valor nutritiu
Contingut energètic 343 kilojouls per 100 grams. Hidrats de carboni 20,87 g, proteïna 0,65 g, greixos 0,21 g, aigua 78%, calci 22 g, ferro 0,35 g, fòsfor 9 mg, potassi 42 mg, Vitamina C 4,9 ug, folat 8 ug 